# Talisay (Cebu)
Talisay City est une ville et anciennement municipalité de la province de Cebu, au centre-est de l'île de Cebu, aux Philippines. 

## Histoire
La ville fut fondée en 1648 et devint une municipalité en 1849. Elle fait partie de l'air métropolitaine de Metro Cebu et est entourée par la ville de  Cebu City à l'est et au nord, de la municipalité de Minglanilla à l'ouest, et du détroit de Cebu (reliant la mer de Bohol et la mer des Camotes) au sud.
Depuis 2004, la ville est reliée à Cebu City et à la zone d'activité South Road Properties (SRP) via la Cebu South Coastal Road. Afin de soulager le port international de Cebu, un port de 25 hectares est mis en chantier à Talisay en 2018.

## Barangays
Elle est administrativement constituée de 23 barangays (quartiers/districts/villages) :
- Biasong
- Bulacao
- Candulawan
- Camp IV
- Cansojong
- Dumlog
- Jaclupan
- Lagtang
- Lawaan I
- Lawaan II
- Lawaan III
- Linao
- Maghaway
- Manipis
- Mohon
- Poblacion
- Pooc
- San Isidro
- San Roque
- Tabunok
- Tangke
- Tapul
- Tulay

Sa population en 2019 est d'environ 250 000 habitants.